# Broad-Bericht
Der Broad-Bericht ist eine Niederschrift von Pery Broad über die Geschehnisse im Konzentrationslager Auschwitz. Broad war ein verurteilter Kriegsverbrecher und Angehöriger der Politischen Abteilung des Konzentrationslagers. Er verfasste den Bericht im Sommer 1945 als Kriegsgefangener der Briten aus eigenem Antrieb und überreichte ihn am 13. Juli 1945 der Second Army.
Der Bericht floss unter anderem in den 1. Frankfurter Auschwitz-Prozess als Beweismittel ein.

## Entstehungs- und Überlieferungsgeschichte
Nach Kriegsende kam Pery Broad Anfang Juni 1945 in ein Auffanglager für deutsche Kriegsgefangene in Gorleben an der Elbe. Nach einigen Wochen meldete er sich bei Cornelis van het Kaar, Kommandant einer kleinen englischen Abteilung zur Vernehmung von Kriegsgefangenen, und begann seine Geschichte von Auschwitz zu erzählen. Das schien van het Kaar so wichtig, dass er seinen Sergeanten Paul Winter beauftragte, Broad sofort aus dem Lager zu holen, ihm Unterkunft in seiner Abteilung und eine englische Uniform zu geben. Broad forderte er auf: „Schreiben Sie mal alles auf, an was Sie sich von Auschwitz erinnern, genau. Und schreiben Sie auch auf besonders, wie das tägliche Leben sich dort abspielte.“
Pery Broad wurde aus dem Lager genommen und bei Paul Winter einquartiert. In den folgenden Tagen schrieb er nieder, was er wusste, jedoch ohne sich dabei selbst zu belasten. Am 13. Juli 1945 übergab er diesen auf 75 Seiten von Hand geschriebenen Bericht über Auschwitz, den er am 14. Dezember desselben Jahres in einer eidesstattlichen Erklärung bekräftigte, an Sergeant Winter. Winter schrieb den Bericht auf 56 Seiten in Maschinenschrift ab, fertigte mehrere Kopien an und übergab ihn an Cornelis van het Kaar. Das Original kam, nach Aussage Winters im 1. Auschwitz-Prozess, zum Hauptquartier der 2. Englischen Armee, Abteilung War Crimes Investigations.
Zusammen mit dem Bericht fertigte Broad eine Liste mit Namen des Lagerpersonals an, die etwa zwei Großseiten umfasste und „um die fünfzig bis sechzig [Personen] herum“ enthielt. Diese Liste übergab er ebenfalls Paul Winter. Auch diese Liste wurde im 1. Auschwitz-Prozess Gegenstand der Zeugenvernehmungen.

## Inhalt
Broad beschreibt die Geschehnisse im Konzentrationslager Auschwitz, die er offen verurteilt, ohne dabei jedoch auf seine eigene Person beziehungsweise Funktion einzugehen.
Im Auschwitzprozess führte der Zeuge Cornelis van het Kaar zur Frage des Nebenklägers Ormond „… wenn man den Bericht liest, fällt einem auf, daß der Schreiber sich völlig von den Taten der SS-Leute distanziert, daß er gewissermaßen über die Untaten der SS in Auschwitz einen objektiven Bericht gibt“ aus, dass es schwer erklärbar sei, welche Motivation Broad hatte, den Bericht zu schreiben, und warum er sich selbst als Täter nicht erwähnt.
Nach einer Einleitung mit allgemeinen Angaben zum KL-Auschwitz berichtet Broad ausführlich über die folgenden Themen. Der originale Broad-Bericht ist nicht in diese Kapitel gegliedert. Der vollständige Text wurde in der Publikation Auschwitz in den Augen der SS des Staatlichen Museums Auschwitz-Birkenau S. 96–139 abgedruckt. Dort ist vermerkt: „Das in deutscher Sprache verfaßte Dokument trägt im Original keinen Titel und ist nicht in Kapitel gegliedert. Der besseren Übersichtlichkeit halber hat es der Herausgeber in betitelte Abschnitte unterteilt.“
- Block 11
- Polizeistandgericht
- Erschießungen im alten Krematorium
- Revolte in Budy[8][9]
- Das Massaker an den Sowjetischen Kriegsgefangenen[10]
- Gas
- Zwei kleine Bauernhäuser[11]
- Empörung der Ukrainischen SS
- Todesfabrik
- Aufstand im Sonderkommando[12]
- Liquidierung der Zigeuner
- Ehre eines SS-Mannes
- Lasst alle Hoffnung fahren!

Der Bericht endet mit der Beschreibung über die Räumung des Lagers Mitte Januar 1945. „Alle gehfähigen Häftlinge wurden in weiter im Innern Deutschlands befindliche Konzentrationslager geschleppt, wo sie zum großen Teil ein Dritteljahr später befreit wurden. Die Kranken blieben sich selbst überlassen in Auschwitz und seinen Nebenlagern zurück. Man hätte sie gerne in letzter Minute erschossen, aber die Angst steckte schon allen SS-Führern in den Knien, und keiner wagte, diesen Befehl zu geben. Vor den Gebäuden aller Auschwitzer Dienststellen loderten die Brände von Aktenunterlagen, und die Bauwerke, die zur Durchführung des größten Massenmordes der Menschheitsgeschichte gedient hatten, wurden gesprengt. Irgendwo in den Trümmern lag ein verbeulter Blechnapf, aus dem wohl einstmals ein Häftling seine Wassersuppe verzehrte. Mit ungelenker Hand war auf ihm ein auf tobender See tanzender Kahn eingeritzt. Darüber stand: Don’t forget the forlorn man! Die Rückseite zeigte ein Flugzeug, auf dessen Tragflächen man den amerikanischen Stern erkannte und das gerade eine Bombe ausklinkte. Die Beschriftung dieses Bildes hieß: Vox Dei.“

## Verwertung des Inhaltes
Der Bericht wurde im 1. Frankfurter Auschwitz-Prozess in der Strafsache gegen Mulka u. a., am 1. Oktober 1964 (95. Verhandlungstag) im Zuge der Vernehmung des Zeugen Cornelis van het Kaar näher behandelt. Der vorsitzende Richter Hans Hofmeyer fragte abschließend „Herr Zeuge, sind Sie bereit, uns dieses Exemplar, das Ihnen vorliegt, für kurze Zeit zu treuen Händen zu überlassen, damit wir uns eine Fotokopie davon anfertigen lassen können?“ Cornelis van het Kaar stimmte dem zu und eine Kopie wurde zu den Prozessakten genommen. Auch in der Vernehmung des Paul Winter wurde eingehend auf den Bericht eingegangen. Winter sagte aus: „Pery Broad [wurde] aus dem Lager genommen, und er wurde nach einer kurzen Beratung in unser Quartier verwiesen, wo ich selbst und meine Kollegin einquartiert waren. Dort haben wir ihm Papier und Bleistift gegeben, und daraufhin hat er niedergeschrieben alles, was er wußte und was er konnte. Und ich habe dann den Bericht im Anschluß daran in die Maschine geschrieben, auf der einzigen Schreibmaschine, die in der ganzen Umgegend war. Und das war ein Büro, in das niemand Zutritt hatte, außer der Nachrichtenabteilung unserer Truppen und wir selber natürlich auch. Und da habe ich dann tagelang damit verbracht, diese 75 Seiten Maschinenschrift niederzuschreiben.“
Die aus dem Broad-Bericht gewonnenen Erkenntnisse fanden auch in den Bergen-Belsen-Prozessen Verwendung, in denen u. a. ehemaliges SS-Personal von Auschwitz vor Gericht stand.
Die Publikation Auschwitz in den Augen der SS (Erstveröffentlichung 1973) des Staatlichen Museums Auschwitz-Birkenau enthält, neben den Aufzeichnungen von Rudolf Höß und dem Tagebuch von Johann Paul Kremer, den vollständigen Broad-Bericht. Der Bericht ist mit 76 Anmerkungen versehen, die den Text näher erläutern. Die Ausarbeitung der Anmerkungen stammen von Jadwiga Bezwińska und Danuta Czech. Die Übersetzung von Vorwort, Anmerkungen, Nachwort und Anhang übernahm Herta Henschel. Die Publikation erschien gleichzeitig in englischer, französischer, polnischer und russischer Sprache.
Autor des Vorworts ist der Auschwitzüberlebende Jerzy Rawicz (1914–1980), der sich vorab mit den Personen Höß, Broad und Kremer sowie deren Niederschriften kritisch auseinandergesetzt hatte. Rawicz ordnet die Tagebuchaufzeichnungen und den Broad-Bericht in ihrer Bedeutung nicht als gleichwertig mit den Aufzeichnungen von Höß ein, da Höß aufgrund seines Kommandanturpostens einen umfassenden Überblick über die Auschwitz betreffenden Vorgänge gehabt habe. Broads Niederschrift bewertet Rawicz als wahrheitsgemäße Darstellung der Geschehnisse im Lager, wobei Broad jedoch seine eigene Beteiligung an den dort begangenen Verbrechen komplett ausgeblendet habe. So habe er erst im Auschwitzverfahren seine Beteiligung an den Erschießungen an der Schwarzen Wand eingeräumt, nachdem Zeugen seine Anwesenheit dort bestätigt hatten. Auch habe es seitens des Gerichts starke Verdachtsmomente gegeben, dass er KZ-Häftlinge während der Vernehmungen totgeschlagen und gefoltert habe. Rawicz schließt seine Ausführungen folgendermaßen: „Ein Vergleich der Aufzeichnungen Broads mit den Feststellungen des Gerichts gestattet es also, jene Lücken im Bericht zu füllen, die seine Person betreffen. Nochmals ist aber zu betonen, daß – auch wenn Broad die eigene Rolle in Auschwitz mit Schweigen übergeht – seine Beschreibung der Ereignisse im Lager, deren Zeuge er war oder von denen er erfahren hat, der Wahrheit entspricht. Das kann man feststellen, wenn man seinen Bericht mit den Erinnerungen ehemaliger Lagerhäftlinge und mit den erhaltenen Dokumenten vergleicht, die die SS nicht mehr vernichten konnte. Im Vergleich mit den dokumentarischen Aufzeichnungen von Höß betrifft der Bericht Broads natürlich nur einen Ausschnitt; trotzdem erweitert er unser Wissen über die Vorgänge in Auschwitz.“

### Rezensionen
„‚Wie aus dem Off‘ […] schildert er Grausamkeiten und Details, die nur Insider kennen konnten. Der Verfasser des Reportes gab den unbeteiligten Beobachter. Um Genauigkeit bemüht, blendete Broad die eigene Verwicklung in das Geschehen komplett aus. Broad war einer von den Nazis, die ‚partiell ihr Unrechtsbewusstsein suspendierten‘, wie Historiker schreiben.“

„Broads Bericht, dieses Protokoll eines Mannes, der dabei war, auf der ‚anderen Seite‘, auf der Seite der Schergen, ist dennoch keine Beichte. Es ist eher die Niederschrift eines Beteiligten, der seine Erlebnisse verdrängen will, der das Grauen abstrahiert, indem er etwas schildert, das er nur gesehen, an dem er aber nicht selber teilgenommen hätte. Es ist der Bericht eines Fremdenführers durch die Schreckenskammern von Auschwitz, ein Baedeker der Hölle, in der vier Millionen Menschen ermordet wurden. Es ist ein authentischer Augenzeugenbericht, gewiß. Aber ist es auch das Zeugnis einer Lüge. Denn von Perry Broad, dem SS-Rottenführer und Verhörspezialisten, spricht Perry Broad auf diesen 56 Seiten nicht, mit keinem einzigen Wort.“

### Englischsprachige Publikationen
- Pery Broad: KZ Auschwitz: reminiscences of Pery Broad, SS-man in the Auschwitz concentration camp. Übersetzung: Krystyna Michalik 1965, Auschwitz, Polen. Bearbeiter: Kazimierz Smolen, Jadwiga Bezwińska, Jerzy Brandhuber, Danuta Czech.
  - Erwähnt in: KL Auschwitz seen by the SS. 2007, Howard Fertig, New York, ISBN 978-086527504-1.
- Bernd Naumann, Übersetzer Jean Steinberg: Auschwitz: A Report on the Proceedings Against Robert Karl Ludwig Mulka and Others Before the Court at Frankfurt. Abschnitt: The Broad Report, S. 162–324.